# Prairie permanente
Pour les articles homonymes, voir Prairie.

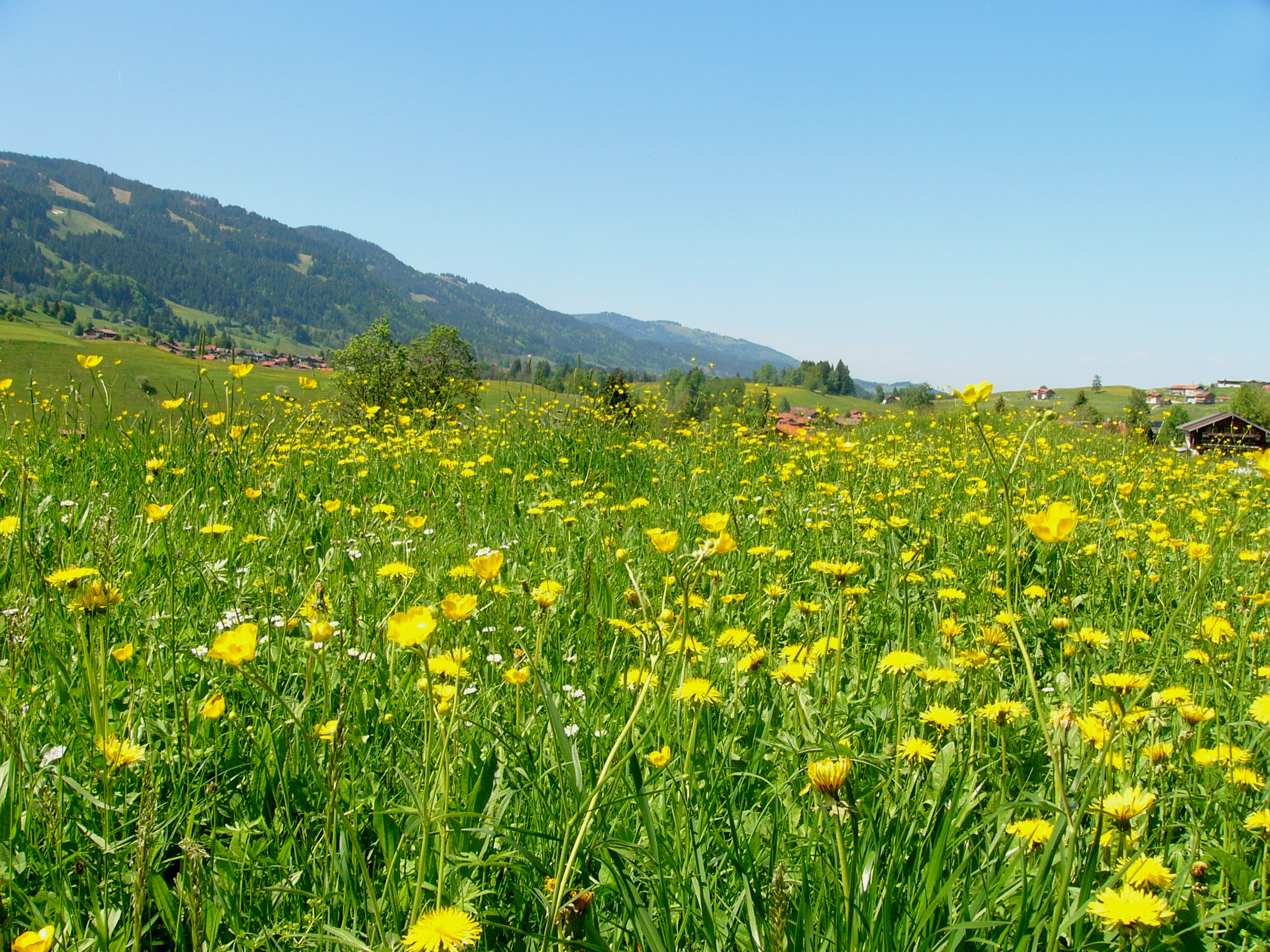
Prairie permanente dans les Alpes bavaroises.

Une prairie permanente est un terrain herbeux peu ou pas travaillé qui sert au pâturage ou à la récolte des fourrages. Si, dans le passé, les grands mammifères herbivores sauvages ont pu entretenir des prairies naturellement, leur maintien dépend aujourd'hui du travail des éleveurs, des bergers et de la présence de leurs troupeaux. Les prés communaux et les prairies permanentes anciennes sont aussi des prairies fleuries. Parmi les terres agricoles, ce sont les moins anthropisées « accueillant un nombre considérable d’espèces végétales et animales. La richesse de ces milieux a été façonnée par les activités d’élevage. Sans élevage, les prairies se ferment et évoluent vers des milieux forestiers. À l'inverse, comme dans les autres espaces agricoles, l’intensification des pratiques (semis, pâturage, fauche et fertilisation) entraine de fortes baisses de biodiversité ». Les pratiques ont donc des effets paradoxaux sur la biodiversité des prairies car selon leur intensité leur impact est positif ou négatif. 

## Histoire de la notion de prairie permanente
Le couvert enherbé au sein de la surface agricole utile (SAU) a beaucoup diminué en France, à la suite des grands remembrements dans les années 1960-1970. Cette tendance a été induite par une intensification de l'élevage et surtout par la transformation de nombreux élevages traditionnels (polyculture-élevage) en élevage hors-sol consommant des aliments industriels et produisant de grandes quantités de fumiers, lisiers ou fientes de volailles qu'il devient difficile d'épandre sans contribuer à l'augmentation des rejets de nitrates ou d'autres contaminants chimiques, physiques ou bactériologiques associés.
Pour freiner ou diminuer la pollution de l'eau des nappes phréatiques ou des eaux superficielles par ces contaminants et en particulier par les nitrates qui sont très mobiles (car très solubles dans l'eau), les réglementations nationale et européennes ont évolué et convergé en faisant de la conservation de ces prairies un enjeu important, puis dans certaines régions d'Europe et du monde comme une condition d’éligibilité à certaines subventions, primes ou défiscalisations agricoles. Certaines collectivités gèrent une partie de leurs espaces verts de parcs urbains ou périurbains comme une prairie permanente, avec parfois des bovins ou ovins en pâturage, loués ou achetés à des éleveurs ruraux de proximité.

## Définition

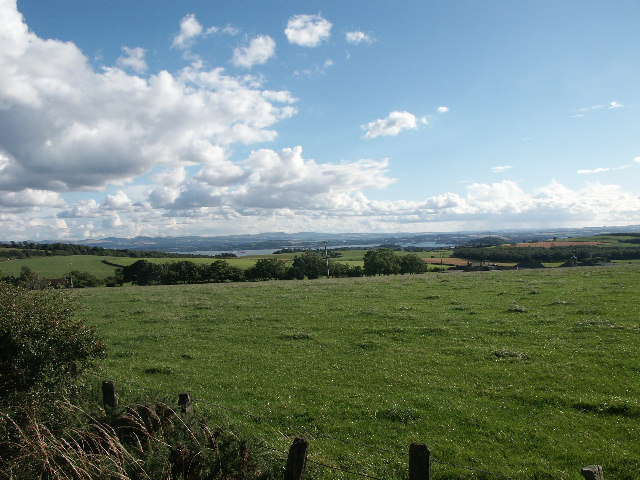
Exemple classique de prairie permanente contemporaine du Royaume-Uni. À l'époque des renclôtures, les parcelles étaient souvent plus petites (hormis certains prés communaux). Ce type de prairie est souvent l'objet de travaux d'amélioration (drainage, labour et semis, amendements...)

Le terme de « prairie permanente » peut avoir différents sens.
- Selon le Larousse agricole, une prairie permanente est une prairie « naturelle » qui n'a pas été ressemée depuis au moins 10 ans et peut concerner landes, parcours, alpages et estives[3]. L'expression prairie naturelle concerne en principe des prairies en leur état originel, qui n'ont jamais fait l'objet de travaux d'amélioration mais elle est parfois employée à la place de prairies permanentes. Les vraies prairies naturelles sont très rares aujourd'hui en Europe. Dans le passé, elles ont constitué de vastes étendues sur tous les continents (prairies, savanes et terres arbustives tempérées) et ont pu être soumises au pâturage extensif (pastoralisme, ranching).

- Dans le langage courant une prairie permanente est une prairie qui n'est jamais retournée. De telles prairies sont généralement situées dans une zone bocagère[4] et donc associées à une haie (ou parfois à des talus), elles peuvent aussi faire partie de systèmes agropastoraux de montagne et de moyenne montagne (souvent pour l'élevage ovin[5]) et/ou bovin. Ces prairies ou « prés permanents »[6]) bien que semi-naturels ont une haute valeur patrimoniale et sont un important support de biodiversité[7],[8] et ont en France métropolitaine une grande valeur paysagère et agroenvironnementale[9] ainsi qu'une grande potentialité écologique. Ces prairies, bénéfiques pour l'élevage car riches en diversité floristique[10],[11], sont en France « dominées par des espèces pérennes, principalement graminées, à floraison de printemps ». Elles évoluent saisonnièrement avec une dominante d’espèces annuelles ; espèces « d’hiver » en début de printemps (Véroniques, Pâturins annuels), puis l'apparition d'autres espèces[12]. Ces milieux sont souvent des systèmes agricoles à haute valeur naturelle[13]. 
Les systèmes traditionnels se sont diversifiés au cours du temps en s’adaptant à leurs conditions pédogéoclimatique, et en conservant parfois une haute biodiversité (jusqu'à plusieurs centaines d'espèces végétales différentes par ha) ce qui leur confère de bonnes capacités de résilience face aux anomalies climatiques, mais cette diversité tend à régresser[12]. Avant les renclôtures (ou enclosures) et la mécanisation , la plupart des prairies étaient permanentes et soumises à un régime d'exploitation communautaire, mais avec l'apparition des semoirs et des systèmes de culture attelée lourde puis du tracteur , il est devenu facile de les retourner et de les remplacer par des champs ou des prairies semées (Histoire de l'agriculture), avec de nombreux effets négatifs possibles pour l'environnement[14]. On peut y compter plus de cent espèces différentes par hectare[7] et bien plus dans les cas les plus exceptionnels (ex : plus de 500 espèces végétales dans les 60 ha du pré communal d'Ambleteuse dans le Nord-Pas-de-Calais, ainsi que 58 espèces de papillons, 157 espèces d’arachnides et pas moins de 123 espèces de mollusques[15]). La diversité spécifique de la flore spontanée des prairies permanente et l'échelonnement de leur période de floraison respective occasionne un étalement de la disponibilité des ressources alimentaires de nombreux arthropodes (dont les pollinisateurs) du début du printemps à la fin de l'automne.
- Pour la réglementation agricole, une prairie permanente est une surface enherbée (et donc une surface fourragère[16]) restée enherbée sans interruption depuis 5 ans au moins. La notion de « permanence » est donc ici relative. 
Les plus grandes surfaces déclarées en Europe en « prairies permanentes » sont en fait localisées dans les zones de massifs montagneux. En France elles sont également situées en Basse-Normandie et en Lorraine selon un rapport (2006) du CGDD.
- On utilise également prairie semi-naturelle à la place de prairie permanente, pour des prairies permanentes comportant des zones arbustives ou des surfaces boisées pâturées, non améliorées, peu ou pas entretenues[17].

## Définition juridique et  réglementations agricoles
Elle varie dans l’espace et dans le temps, et en fonction des évolutions de la réglementation ;
On assimile généralement les prairies naturelles exploitées de manière extensive (en montagne par exemple) à des prairies permanentes (au sens agricole du terme) ; ce sont dans les deux cas des surfaces en herbe pâturées et/ou fauchées n’entrant pas dans le système de rotation des cultures (mais pouvant éventuellement être l'objet d’une « rénovation ».
Ainsi, dans certains départements français, un arrêté préfectoral peut permettre aux agriculteurs ou éleveurs de déclarer des prés plantés de vergers haute-tige (ou pré-verger) comme des prairies permanentes si la densité d’arbres/ha est inférieure à un seuil arrêté par le Préfet.
Dans certains cas, « le retournement des prairies temporaires est autorisé sous réserve de conserver globalement sur l’exploitation une surface en prairies temporaires (entrant dans une rotation) égale à 50 % au minimum de la référence individuelle en prairie temporaire ».

Sinon, « Il n'est pas interdit de retourner une prairie permanente mais l’exploitant doit maintenir à l'identique, sur son exploitation, sa surface globale en prairie dite permanente ».
Dans la pratique, les réglementations favorables aux pratiques écologiques ont pu avoir l'effet inverse sur le terrain, les agriculteurs redoutant de voir des parcelles définitivement classées en prairies permanentes et ainsi privées des importantes primes PAC qui étaient accordées au maïs par exemple. Les nouvelles réglementations où les primes sont découplées de l'utilisation de parcelles précises devraient permettre d'éviter cet écueil.

### Aides à l'agriculture: clauses de conditionnalité obligeant au maintien des prairies permanentes
Le « Maintien des surfaces en herbe » est une conditionnalité à certaines aides ou subventions agricoles ou agroenvironnementales.
Depuis les années 1990 des mesures agro-environnementales (MAE) incitent à les conserver ou à les restaurer, le plus souvent via des prescriptions de gestion à l’échelle parcellaire. Des bilans après 15 ans ont conclu à une efficacité médiocre des MAE ; certains auteurs comme Butler et al en 2007 concluant même qu'en milieu agricole "les actions susceptibles d’enrayer le déclin de la biodiversité restent à inventer"
Les exploitations agricoles ayant déclaré leurs surfaces fourragères disposent de « références herbe » consultables sur le site www.telepac.agriculture.gouv.fr et un suivi satellital permet aux administrations concernées de vérifier que les prairies n’ont pas été retournées sans compensation en surface ailleurs sur la même exploitation (quand et où cela est autorisé).

## Catégories
On peut en distinguer deux grandes catégories, qui diffèrent beaucoup pour leurs faciès et la biodiversité (mais tous les stades intermédiaires sont possibles).
1. les prairies permanentes (qui peuvent être proches des pelouses naturelles dans leur faciès et composition floristique et faunistique) ; ces prairies « constitutives de la végétation semi-naturelle archétypale, et les haies, emblèmes des corridors, sont souvent des héritages de systèmes agraires qui se sont succédé au cours des siècles »[21].
2. les prairies permanentes fertilisées (beaucoup plus pauvres en diversité, en raison d'apports répétés d'amendements et d'engrais qui favorisent quelques plantes des milieux eutrophes au détriment des autres).

## Services écosystémiques rendus par les prairies permanentes
Outre un intérêt paysager, ces prairies jouent aussi un rôle de protection des sols et des nappes, de limitation du ruissellement et de la diffusion de nitrates et phosphates (Souvent bien plus riches en vers de terre et autres organismes fouisseurs que les champs labourés, elles contribuent enfin (grâce aux galeries de lombrics notamment) à une meilleure alimentation en eau du sol et des nappes et à une réduction du ruissellement et de l'érosion des sols). 
Elles sont aussi facteur de régulation climatique et microclimatique, etc. 
Quand elles sont anciennes, elles sont d'excellents puits de carbone et aussi un support de biodiversité (utile pour l’agriculteur avec par exemple le travail des pollinisateurs et autres auxiliaires de l’agriculture). 
Le maintien des prairies a donc « pour double objectif d’éviter les effets immédiats liés à la libération massive d’azote à la suite du retournement et de prévenir les pollutions en privilégiant les couverts permanents nettement favorables à la limitation du lessivage ».
Leur retournement peut pour ces raisons être interdit (ou autorisé, par dérogation, à certaines conditions) sur tout ou partie d'un territoire.

### Valeur des services écosystémiques

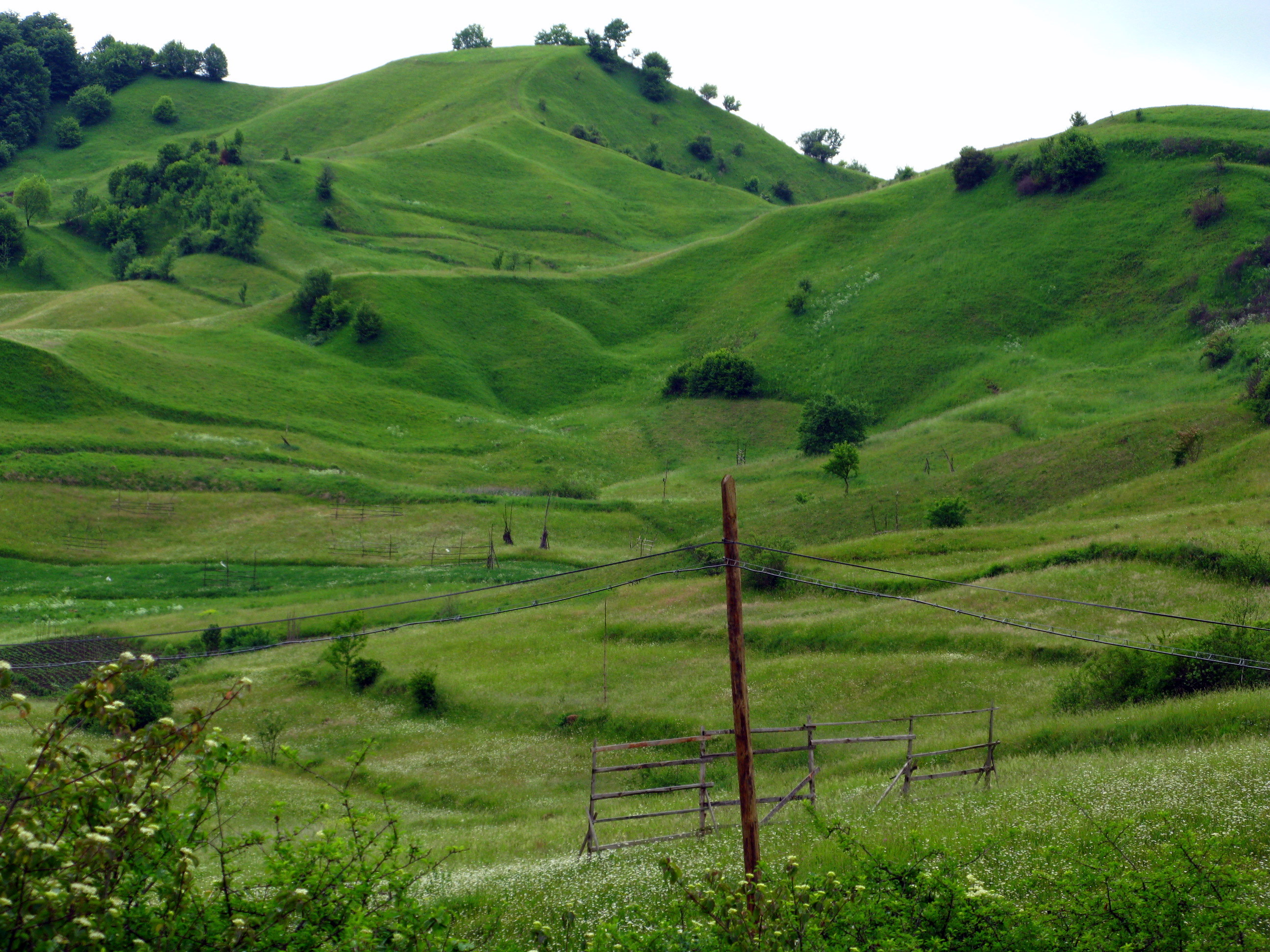
Paysage culturel de prairies et prés de fauche, encore entretenus à la main, dans les montagnes des environs de Bocicoel, dans les Monts Maramureş (Judeţ de Maramureş, dans les Carpates orientales en Roumanie du nord). Ces prés conservent un haut niveau de biodiversité.

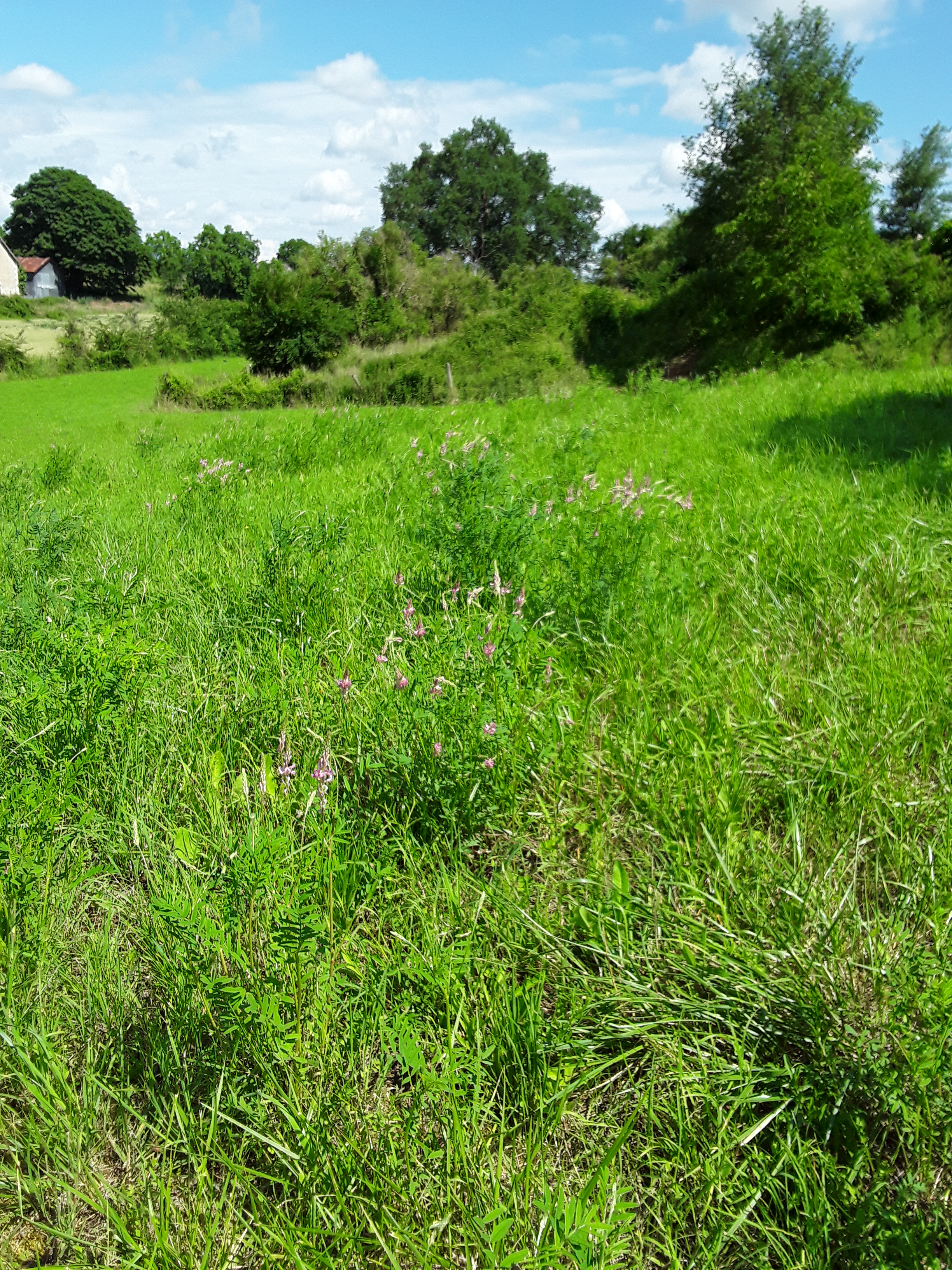
Prairie permanente, sur sol à dominante calcaire : dactyle, ray-grass anglais, agrostide, trèfle blanc, sainfoin (fleurs roses), le 9 juin après une première coupe le 15 mai. Indre-et-Loire, France, 2018

En 2015, une évaluation économique des services écosystémiques rendus par les prairies permanentes a été publiée en 2013 par le CGDD, qui confirme des travaux antérieurs et « révèle l’importance de certains enjeux socio-économiques associés à ces agro-écosystèmes ».
En France : face à la régression de ces prairies, un programme financé par le CASDAR, lancé en 2008 a cherché à évaluer et quantifier les principaux services rendus par ces prairies. Ce programme a regroupé 23 partenaires agricoles de grandes régions herbagères (hors Alpes et région méditerranéenne) sous l'égide de l'INRA et de l'Institut de l'élevage. Il a créé et analysé une base de données de 1500 prairies permanentes ; et à partir d’enquêtes faites chez 78 éleveurs sur prairies permanentes il a étudié une sélection de 190 parcelles de prairies permanentes ; échantillonnées durant 24 mois, avec relevé botanique complet (dont la méthode a ensuite été simplifiée « pour une caractérisation agronomique des prairies permanentes »). Ces parcelles ont été choisies de manière à disposer d'un échantillon de la diversité des modes de gestion et des situations agro-climatiques ; 

Les chercheurs y ont mesuré « la production d’herbe, la composition fonctionnelle de la prairie et la valeur nutritive de la biomasse » à 4 reprises durant le cycle saisonnier de végétation et durant 2 ans. Sur la base des facies phytosociologiques et botanique et de données fonctionnelle, 19 types de prairies ont été distingués, identifiables à partir d'une clé de détermination simple intégrant des critères de milieu (altitude, paramètres du climat...) et de pratiques agricoles (mode d’utilisation, fertilisation...). 

Ce travail a permis de donner une première estimation de « la diversité des services fourragers et environnementaux rendus par ces surfaces. Il montre la variabilité que peuvent présenter ces prairies, en termes de production, de valeur alimentaire et de composition botanique ». Il fournit des références sur les composantes de la valeur agronomique et environnementale des différents types de prairies permanentes, confirme « l’intérêt de la richesse en légumineuses et en diversité pour maintenir une valeur alimentaire élevée au cours de la saison et une certaine régularité de la production d’herbe. Cet outil propose aussi des repères pour estimer la croissance de l’herbe au printemps et la valeur alimentaire du fourrage en vert et sous forme conservée ». Les auteurs de ce travail ont évalué la valeur de ces prairies, et estiment que cette « typologie nationale des prairies permanentes » est aussi un outil utile pour le diagnostic agro-environnemental d'exploitation ou des territoires, et qu'il peut être décliné plus finement aux échelles régionales. Il a d'ailleurs ensuite débouché sur des approches plus participatives, des modélisations et sur « Herb'type© », outil d'évaluation des services de production fournis par les prairies permanentes et d'autres études confirmant l'intérêt des prairies permanentes riches en biodiversité pour la productivité des vaches laitières et la qualité des laits et des fromages, pour la qualité de l'alimentation notamment
En prenant en compte les 4 grands services définis par le Millenium ecosystems assessment (MEA, 2005) : 1) les services de prélèvement (produits obtenus directement de l'écosystème tels la fourniture de nourriture, de fibres et d'énergies), 2) ceux de régulation (par exemple, la régulation du climat, de l'eau et de certaines maladies humaines), 3) les services culturels et 4) les services d'auto-entretien (nécessaires à la production de tous les autres services) ; la valeur monétaire des services écosystémiques fournis par ces prairies a été estimée à 600 €/ha/an.
Dans cette évaluation on peut distinguer 
- la part « fixation du carbone » ; importante (23 à 47 €/ha/an (évaluation 2008)
- la part « puits de carbone » (environ 320 €/ha/an)[31]. 
S’il s’agit d’une prairie humide, ce chiffre est porté à 1.100 à 4.600 €/ha/an.
- la fonction d'épuration des eaux (absorption des nutriments eutrophisants, fixation de particules fines et de certains polluants), pour une valeur estimée à 90 €/ha/an.
- moindres risque d'inondation et de crues (valeur estimée comprise entre 60 et 300 €),
- supports de pollinisation (60 à 80 €/ha/an)
- supports de pâturages et prés de fauche sources d'une production fourragère à faible coût et pouvant être directement utilisées localement) (280 et 630 €/ha)
- valeurs cynégétiques
- valeurs éducative (de 10 et 15 €/ha/an)
- valeurs récréatives (entre 290 et 1.200 €).

Et il faudrait au moins doubler ces chiffres si on y associait les valeurs non marchandes indirectement issus des services estime le CGEDD, qui ajoute néanmoins que « les prairies étant des écosystèmes dont l'existence même résulte de l'activité agricole, les services rendus, et leur niveau de qualité, dépendront étroitement des itinéraires technico-économiques ou des modes de gestion retenus par les exploitants ». Une prairie a beau être permanente, si on y intensifie excessivement le pâturage, elle se dégrade et voit la valeur de ses services diminuer, devenant notamment source d'eutrophisation.

### Le dérèglement climatique et les prairies permanentes
Une légère augmentation du taux de CO2 peut leur être favorable, et elles jouent alors leur rôle de puits de carbone, pouvant stocker plus de +212 kgC/ha/an. 
Grâce à leur biodiversité, à leur richesse en vers de terre et grâce à leur capacité à produire de la rosée elles sont plus résistante que tout autre milieu cultivé sans arrosage/irrigation et se montrent plus résilientes face aux pluies, aux courtes sécheresses et au réchauffement global, mais on ignore encore quels seraient les effets de plusieurs années consécutives de forte sécheresse avec canicule. 
Des chercheurs ont expérimentalement manipulé les grandes variables du changement climatique pour étudier leurs effets sur les prairies permanentes de moyenne montagne ; un effet bénéfique du réchauffement a été constaté, mais très provisoire : il ne dure que 1 à 2 ans. Une canicule induit une baisse de productivité sur 2 ans, mais sans changement significatif de composition fonctionnelle. La part de graminées à stratégie de capture de 861 prairies permanentes a été étudiée ; elle croît au détriment des graminées moins productives, dans les scénarios de changement climatique modéré (mais sans prise en compte de l’augmentation de CO 2). Des expérimentations plus longues sont encore nécessaires pour mieux évaluer le pouvoir de résilience écologique des prairies et leur capacité à rendre des services, par exemple dans le cas de 2 ou 3 années successives de canicules.
Dans le cadre de l'initiative 4/1000, les prairies permanentes sont envisagées comme un puits de carbone important en raison de leur capacité de stockage considérable. En France, un rapport de l'INRA daté de juillet 2019 a estimé les que stocks actuels de carbone dans les prairies permanentes sont compris entre 30 et 150  tC/ha sur les premiers horizons du sol (0-30 cm) et entre 50 et 280 tC/ha sur les horizons plus profonds, avec des valeurs moyennes supérieures aux valeurs trouvées en grandes cultures. Par ailleurs, des mécanismes de stockage additionnels permettent d'augmenter encore la teneur en carbone des sols, à raison de +50 à +212  kgC/ha/an (soit en moyenne +2,9‰ par an), avec de fortes variabilités régionales. La capacité de stockage des prairies varie en fonction de nombreux facteurs pédoclimatiques (températures) et des pratiques agricoles (intensification des systèmes agricoles, mode de fauche, fertilisation, etc.). Les prairies permanentes jouent alors un rôle tampon permettant de compenser à petite échelle les émissions de gaz à effet de serre.

## La prairie permanente du point de vue de l'éleveur: flore, exploitation, entretien

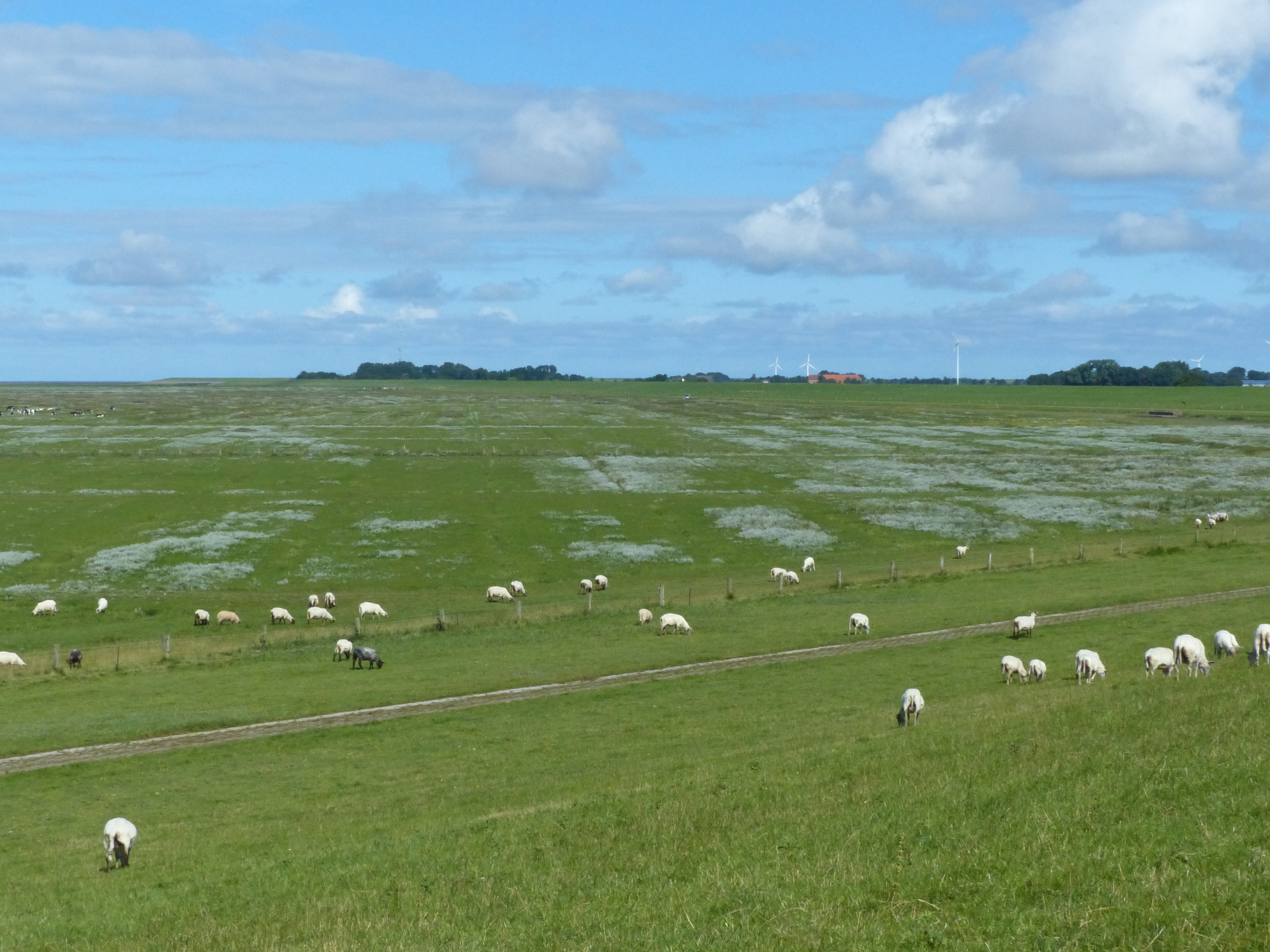
Prés-salés Buscher heller, Golfe de Ley, Pays-bas

La qualité d'une prairie permanente varie beaucoup selon le contexte pédologique, agro-écologique, géochimique et climatique local, ainsi que selon sa relation au réseau hydraulique naturel (ou artificiel). Toutes choses égales par ailleurs, certains sols de prairies permanentes peuvent avoir été dégradés par une surexploitation, le tassement ; ils peuvent s'être acidifiés, tassés, avoir été lessivés et appauvris en K2O et P2O5, défauts qui peuvent être compensés par apport d'engrais, d'amendements organiques ou calciques et d'oligoéléments (on utilisait autrefois notamment les algues ou cendres d'algues dans les régions littorales) afin de permettre au sol de se régénérer. Le drainage peut en améliorer la productivité et la composition floristique en zone très humide, c'est cependant un investissement important qui doit être raisonné en fonction du contexte pédologique et économique. 
Dans une prairie en bon état, la couche d'humus se régénère naturellement. 
Le labour d'une prairie permanente fortement dégradée pour la régénérer est une solution envisageable mais peut faire remonter en surface des pierres enfouies qui vont alors poser problème, ou parfois favoriser l'apparition d'espèces indésirables aux yeux de l'agriculteur, voire d'espèces exotiques envahissantes (ex : renouée du Japon ou Balsamine de l'Himalaya en bordure de cours d'eau).
Les prairies permanentes conduites en agriculture traditionnelle, c'est-à-dire avec une fertilisation modérée, comportent en moyenne moins de 20% de légumineuses. Cette proportion peut être plus importante (30 à 40%) en l'absence de fertilisation azotée, les légumineuses compensent alors partiellement la moindre production des graminées.
D'une façon générale, les prairies permanentes se prêtent bien aux modes d'exploitation en agricultures durables comme l'agriculture biologique ou de conservation.

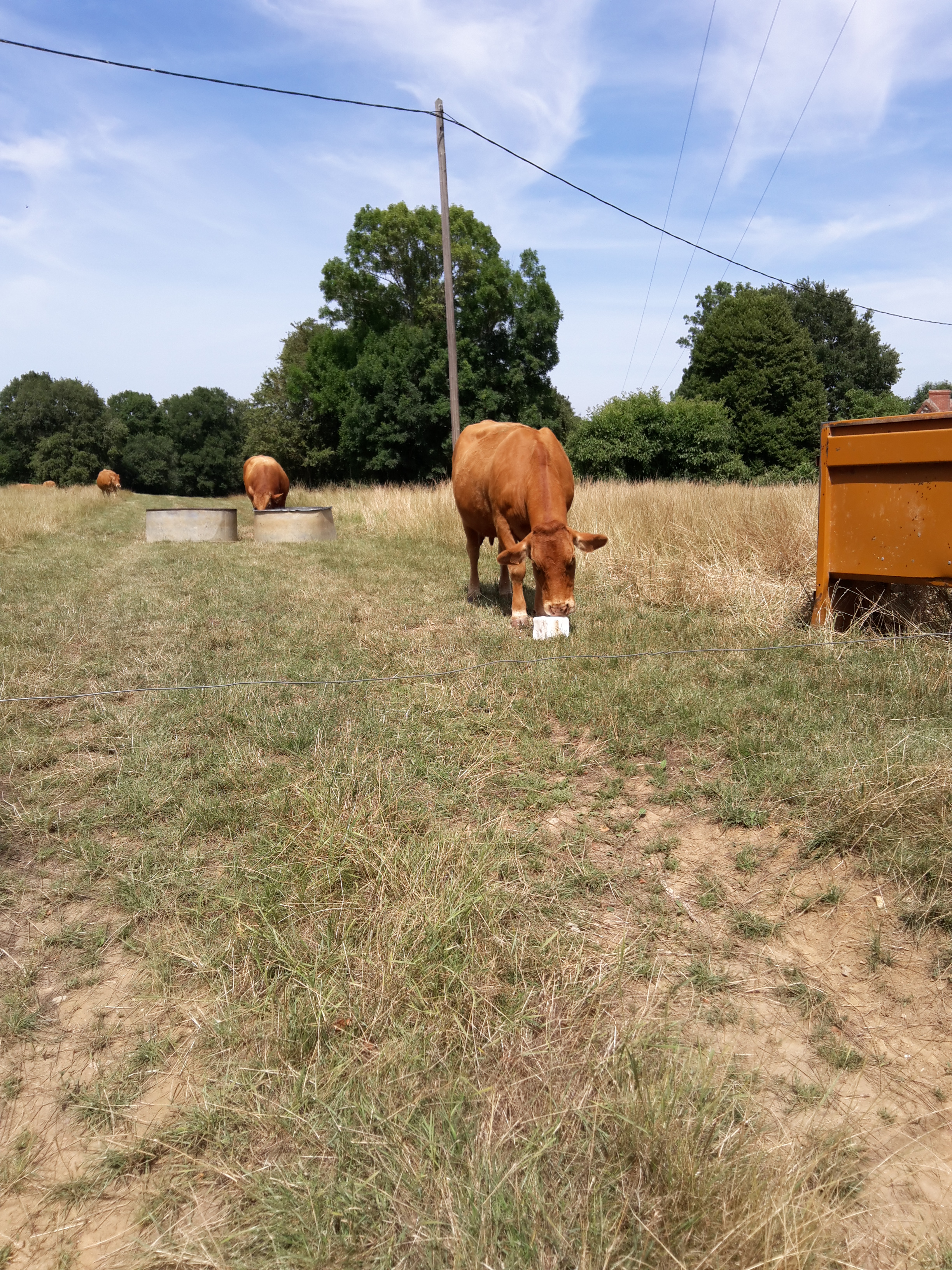
Vaches limousines pâturant dans une prairie permanente. Point d'eau et bloc de sel à lécher. Berry, France, juillet 2017

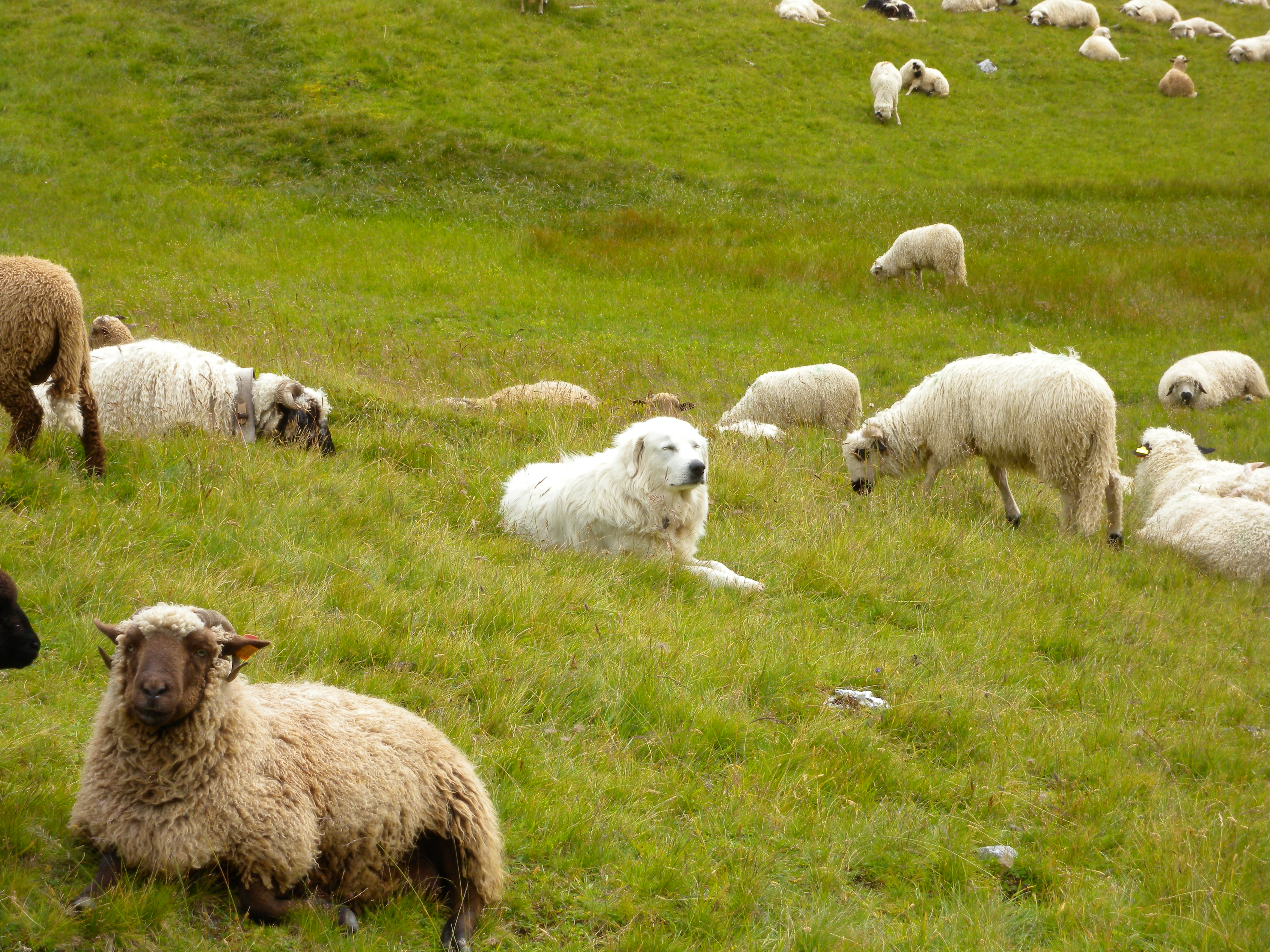
Pâturage d'Anterne, Sixt-Fer à cheval, Haute-Savoie, France avec moutons et chien de montagne des Pyrénées (patou)

La composition d'une prairie permanente dépend du type de sol sur lequel elle est implantée, du climat et fortement de la conduite d'exploitation (pâturage raisonné, coupes en foin, surpâturage, ...). Les éleveurs peuvent  donc influer sur la composition floristique des prairies  (liste des plantes prairiales sur Prairie (agriculture)#Flore des prairies semi-naturelles ou cultivées) par leurs pratiques : conduite du pâturage, fertilisation, amendement, désherbage sélectif... Certaines plantes peuvent être jugées intéressantes au titre de la biodiversité ou de la santé des animaux (exemples : rumex, plantains, de nombreuses espèces de trèfle, mélilot, pissenlits, certains arbres comme le frêne ...). De nombreuses études faites depuis les années 1990 montrent, notamment en élevage laitier et allaitant que « la biodiversité associée aux prairies permanentes peut contribuer à créer de la souplesse dans la gestion des systèmes fourragers,,. Le maintien d’associations d’espèces différentes entre les prairies d’un même système fourrager permet non seulement de diversifier le type de ressources fourragères mais également de faciliter la coordination dans l’utilisation des différentes parcelles. L’existence de stratégies de croissance différentes entre les espèces prairiales permet en effet de créer des décalages de production entre les prairies. Les décalages ainsi créés permettent à la fois d’élargir les types de prairies valorisées notamment en utilisant des végétations tardives jugées généralement peu intéressantes et d’augmenter la flexibilité dans l’organisation du système d’alimentation. Cette flexibilité accrue par la biodiversité est une des voies de recherche pour développer la capacité d’adaptation des systèmes d’élevage en réponse aux aléas notamment climatiques »

Certaines espèces sont néanmoins jugées indésirables par les éleveurs, car envahissantes et/ou non consommées par le bétail : chardons, ronces, fougère ..., soit toxiques : rumex, colchiques, morelles, coriara myrtifolia (redoul), aconit, paspale, œnanthe safranée... Certains feuillages ou fruits de plantes de haies peuvent aussi être toxiques pour certains animaux : cas des glands pour les ovins et caprins, pommes et poires non mûres (risque d'étouffement pour les bovins), baies d'if, buis,

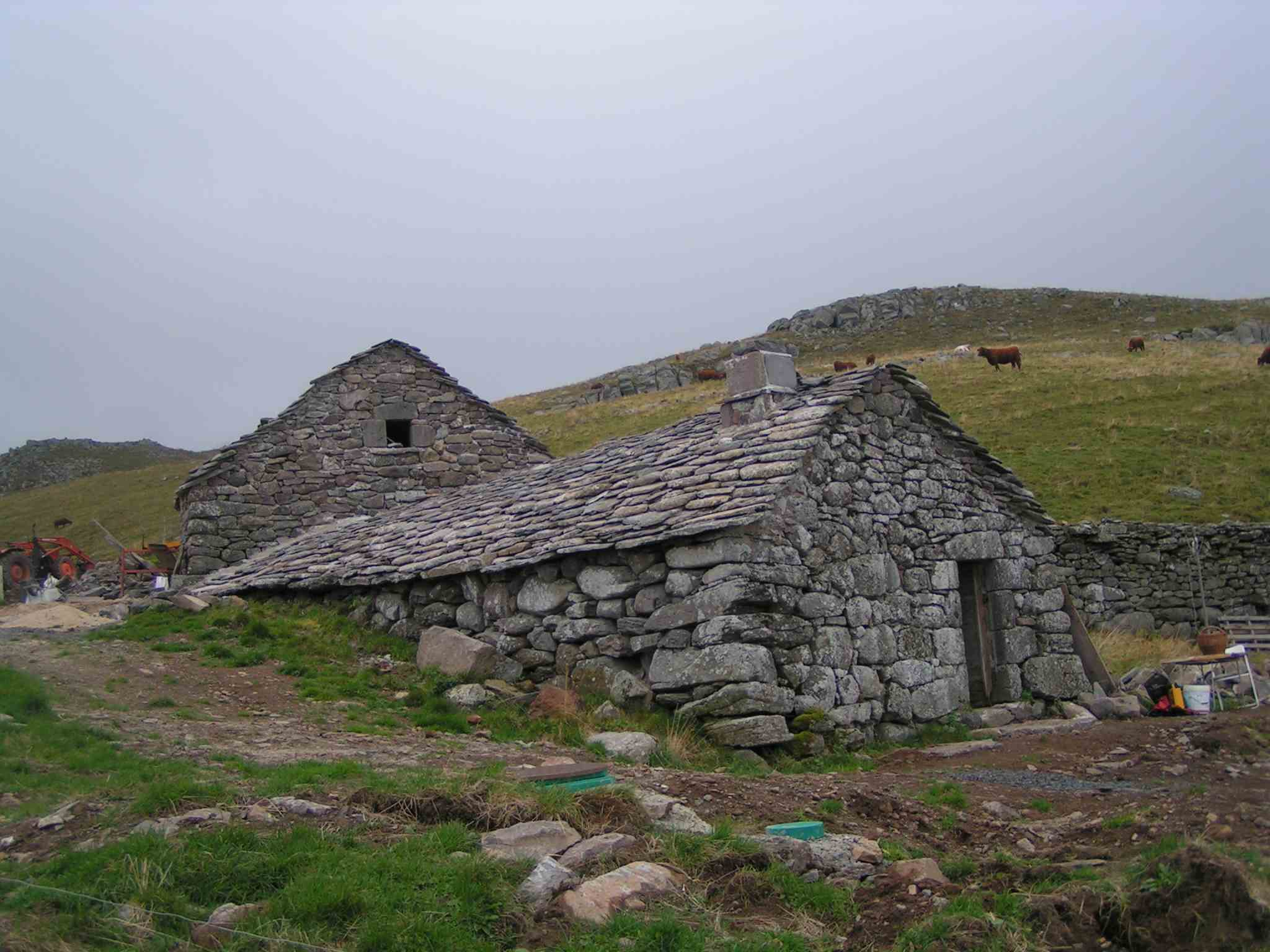
Estive avec bovins, tracteur et buron. Buron de la Fumade Vieille, Saint Jacques des Blats, Cantal, France

Pour maintenir et améliorer une prairie permanente il est souhaitable d'éviter le surpâturage et le piétinement en conditions trop humides, de faucher les « refus » des bêtes après pâturage et de faucher ou broyer avant la floraison les plantes indésirables pour éviter leur dissémination. Il existe aussi des herbicides de synthèse (en partie) sélectifs. Ces travaux sont, aujourd'hui, mécanisables et il existe des tracteurs à voie large et centre de gravité surbaissé pour le travail sur pentes prononcées et des véhicules à portance améliorée (chenillettes, ...) pour le travail en terrain très humide, Dans certaines pays comme la Nouvelle-Zélande où les prairies sont vastes et d'accès parfois difficile, on utilise aussi de petits avions pour les épandages. Les chiens peuvent faciliter énormément le travail des bergers. Ils sont aussi parfois utilisés pour défendre le troupeau (patou).
Enfin, comme les prairies permanentes sont souvent des endroits où les troupeaux restent toute une saison, il faut prévoir des aménagements particuliers : ombrages, points d'eau sûrs, clôtures (haies vives, ronces, ...), blocs de sel, clôtures amovibles pour le pâturage rationné, abris sommaire, parfois parc de tri. Durant l'estive, les bergers, les vachers et leurs chiens doivent se loger et, s'il s'agit d'un élevage laitier, il faut un abri comportant une laiterie et parfois une fromagerie.

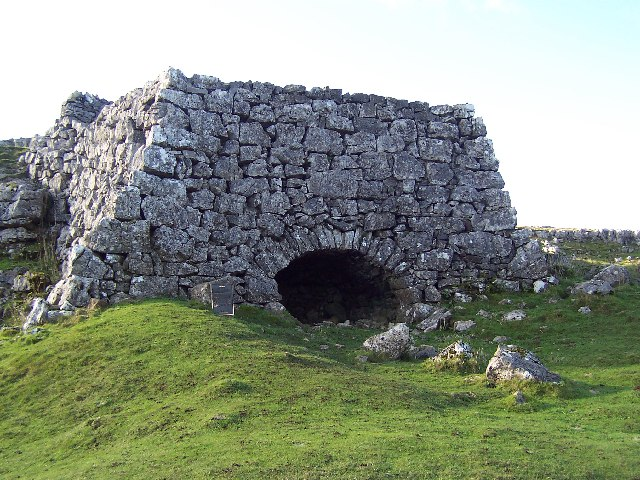
La valeur patrimoniale de certaines vieilles prairies permanentes est parfois rehaussée par les restes d'anciennes bergeries, fromageries, gîtes provisoires, sources et fontaines ou canaux d'irrigation..., d'intérêt culturel, historique et paysager. Ici, un four à chaux à Old Pasture, Grassington, Angleterre

## Des espaces menacés ou en régression
Les milieux semi-naturels sont en en Europe et dans le monde en rapide et constante régression depuis les années 1960 (régression confirmée en 2013, pour la période 2006-2012), et ce malgré les études qui ont montré leur valeur écologique et la haute valeur économique des services rendus par ces milieux. Cette régression se fait notamment au profit de l'élevage intensif hors-sol et du maïs fourrage et de « cultures de vente financièrement plus attractives », le coût de leur maintien et du maintien de leur écopotentiel étant devenu supérieur à celui de leur retournement.

### Dans le monde

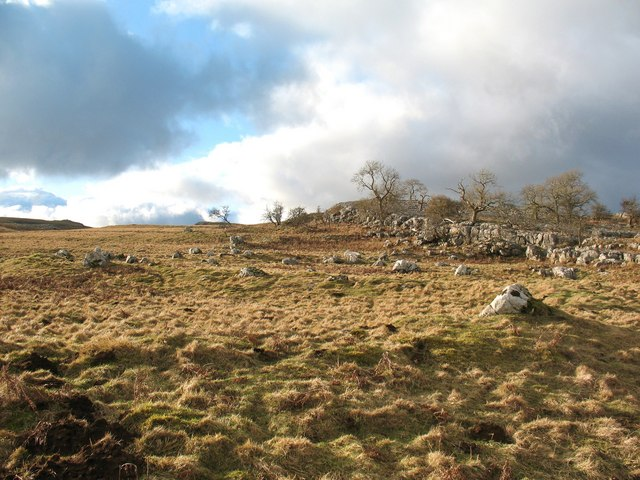
En Europe de l'Ouest, les prairies permanentes qui ont été le mieux conservées sont souvent situées sur des pentes et des sols pauvres où d'autres activités agricoles seraient moins rentables ; ces prairies, souvent extensives, peuvent néanmoins abriter une grande biodiversité, ici entre Grassington et Kettlewell où des traces d'occupation préhistorique sont encore visibles

Au XXe siècle, la part de la SAU en pairie agricole a chuté dans tout l'hémisphère nord. À la suite de la mondialisation des échanges, et peut-être aux premiers effets du changement climatique, certaines de ces prairies sont localement menacées (comme la plupart des milieux) par des espèces exotiques envahissantes (souvent plantes en C4), dont par exemple 
- le paspale dilaté (Paspalum dilatatum) originaire d’Amérique latine et trouvé en France au moins depuis la première moitié du XXe (plante comestible pour les herbivores européens, mais sensible à l'ergot du paspale[43] qui cause le « stagger » (tournis du paspale, « maladie du chiendent » dans les Landes)[12] ;
- le Paspale distique (Paspalum distichum) déjà classé adventice introduite indésirable des cultures dans 61 pays, et qui peut se montrer invasif dans les prairies humides ou inondables des régions chaudes de France, au détriment des espèces autochtones et donc de la biodiversité fonctionnelle de la prairie ; il pourrait être favorisé par le réchauffement climatique[12] ; Il est porteur potentiel de l’ergot du paspale, source d'intoxications avérées en France (sur les Barthes de l’Adour par exemple)[12] ;
- le Sporobole tenace (Sporobolus indicus) originaire d’Afrique australe et qui est une fourragère médiocre pas ou peu consommé par les bovins[12]. On la trouve maintenant en en Amérique du Nord et en Océanie. En cas de labour ou retournement de prairies anciennes, des propagules peuvent s'y installer[12] ;
- un ray-grass anglais (ou hybride) est également signalé par les éleveurs depuis le tout début des années 2000, notamment en zones de coteaux et en montagne jusqu’à 1 000 m d’altitude, dont dans les « exploitations exclusivement constituées de prairies permanentes sans réensemencement » ; son épiaison d’été (juillet-août) expliquerait son invasivité par une bonne capacité de réensemencement spontané. Dans les coupes d'été, étant est surtout constitué de tiges et d’épis, il dégrade la valeur alimentaire du fourrage selon les éleveurs[12] ;
- les relevés botaniques récents montrent aussi une tendance à l'apparition parmi les espèces annuelles estivales en fin d’été parmi d'« adventices de la culture du maïs » telles que la Sétaire verte (Setaria viridis) et Panic pied-de-coq (Echinochloa crus-galli), surtout dans les zones de prairie dégradée par le surpâturage ou d'autres causes[12].

### En France: conservation et régression
Dans les régions de bocage, les prairies anciennes ont été mieux conservées grâce au maintien de l'élevage traditionnel (à l'herbe, ou consommant du foin). Par exemple, Dans le sud du Pays d'Auge le système fourrager basé sur la prairie permanente est resté plutôt traditionnel, associé à des exploitations de taille modeste à moyenne, consacrées à la production mixte de viande bovine et de pomme à cidre dans des prairies « complantées » de pommiers hautes tiges et/ou associé à la production de lait et vaches laitières (avec alors des exploitations nettement plus grande disposant d'un quota laitier de plus de 450 000 litres de lait de vache, mais restant « peu intensives et peu « céréalisées » ». Le maintien de l'élevage est un facteur de pérennité pour les prairies et représente un besoin de pâturages pour chevaux, ânes, mulets, baudets...
Certaines prairies permanentes de montagne, dans les Pyrénées ont fait l'objet d'un système d'irrigation géré communautairement (canaux et biefs) surtout mobilisé en fin d’été quand l'eau manquait pour produire une seconde ou troisième récolte de foin et doper la (re)pousse d’automne. Ces réseaux sont souvent abandonnés hormis localement (Hautes-Pyrénées, Cerdagne) et il est question de les classer au patrimoine mondial de l'UNESCO pour leur valeur patrimoniale socio-historique et paysagère ou aménitaire, mais aussi environnementale et écopaysagère, car ils ont permis le maintien d'habitats de prairies humides à haute biodiversité.
La tendance à la régression s'est poursuivie en France dans les années 2000-2010 : de 2006 à 2010, la statistique agricole a observé un recul de 6,3 % des surfaces déclarées en prairies permanentes (PP), avec même une accélération du phénomène de 2009 à 2010 (-3 % en douze mois seulement) alerte le Commissariat général au développement durable (CGDD) qui ajoute que cela concerne surtout les régions agricoles du Nord-ouest et du Sud-est de la France.
Une atténuation des effets écologiques négatifs pourrait exister dans les Pyrénées, dans le sud des Alpes, en Rhône-Alpes, en PACA et dans le nord du Languedoc-Roussillon où ce recul s'est fait conjointement à une forte augmentation des surfaces de landes, mais dont une partie peut évoluer vers le boisement (alors au détriment des espèces de milieux ouvert). Par contre en Bretagne, en Normandie, dans les Pays de la Loire, en région Centre et dans le Limousin, ces prairies permanentes sont remplacées par des prairies temporaires ou dans une moindre mesure par des surfaces en céréales et oléoprotéagineux (SCOP).
Ces diminutions peuvent s'expliquer par le climat d'incertitude engendré par la complexité des réglementations et le régime de primes qui était favorable aux cultures céréalières, maïs-ensilage compris.
Le CGDD a proposé deux explications possibles à ces brutales modifications observées dans les déclarations agricoles (base des statistiques agricoles) :
- en 2007, la prime herbagère agro-environnementale (PHAE2) a été accordée pour des surfaces extensives jusqu'alors non soutenues, ce qui a pu inciter certains agriculteurs à déclarer en surfaces primées (en lande) des parcelles jusqu’alors déclarées en prairies permanentes[31]
- en 2010, il y a eu un renforcement (attendu et annoncé) des bonnes conditions agricoles et environnementales (BCAE) pour la gestion des surfaces en herbe, lesquelles sont plus exigeantes sur les conditions de revente ou de retournement (changement d'usage) pour les parcelles agricoles en prairies permanentes (PP) que pour celles utilisées en prairies temporaires (PT). Ce changement aurait aussi pu inciter des agriculteurs à déclarer en PT des surfaces antérieurement déclarées en PP afin de moins s'exposer aux contraintes s'exerçant sur leur exploitation[31].

## Galerie

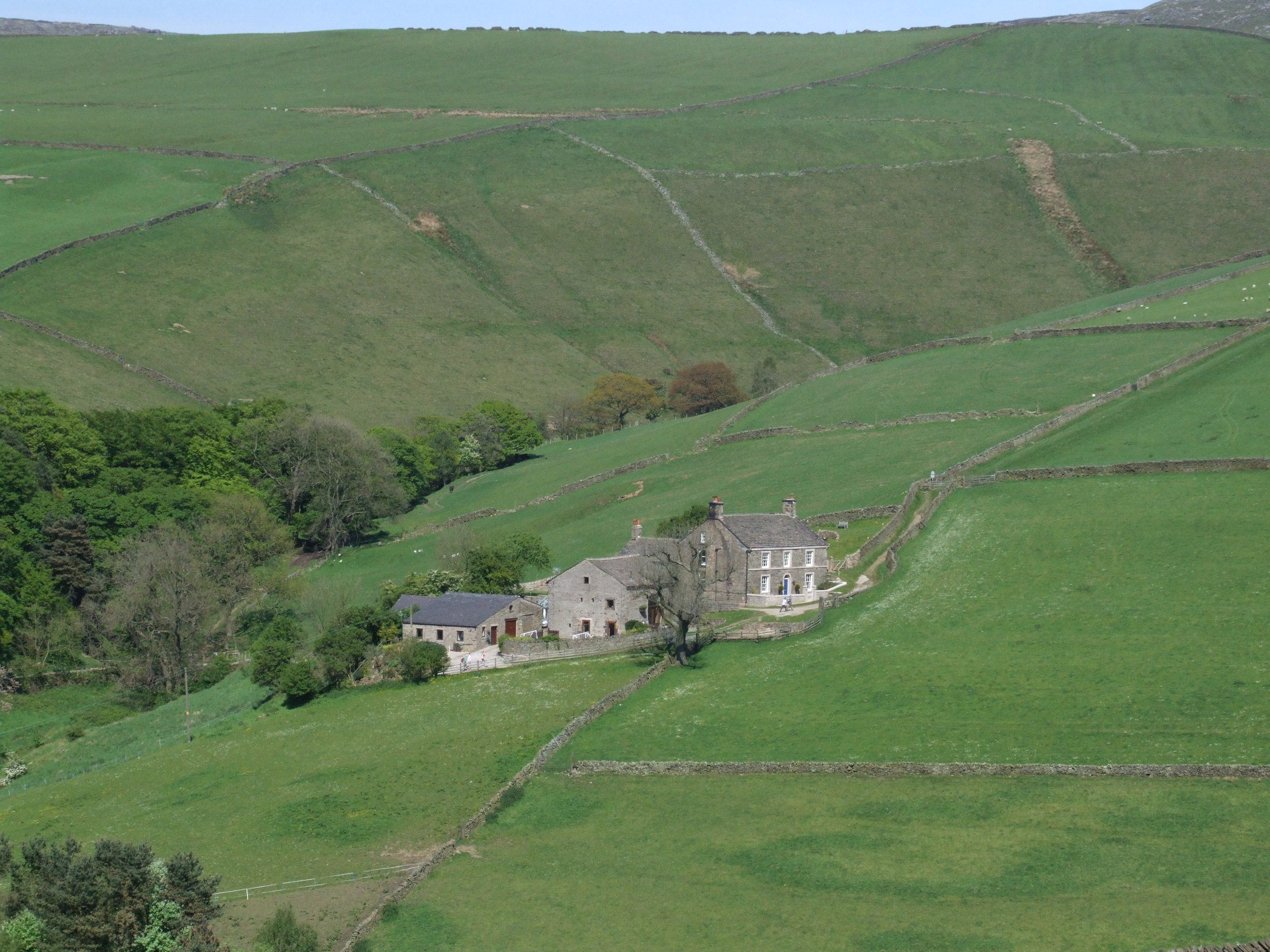
À Hayfield Tunstead Clough Farm, Peak District, Angleterre , les talus de pierre jouent un rôle de clôture semblable à celui des haies dans le bocage arboré
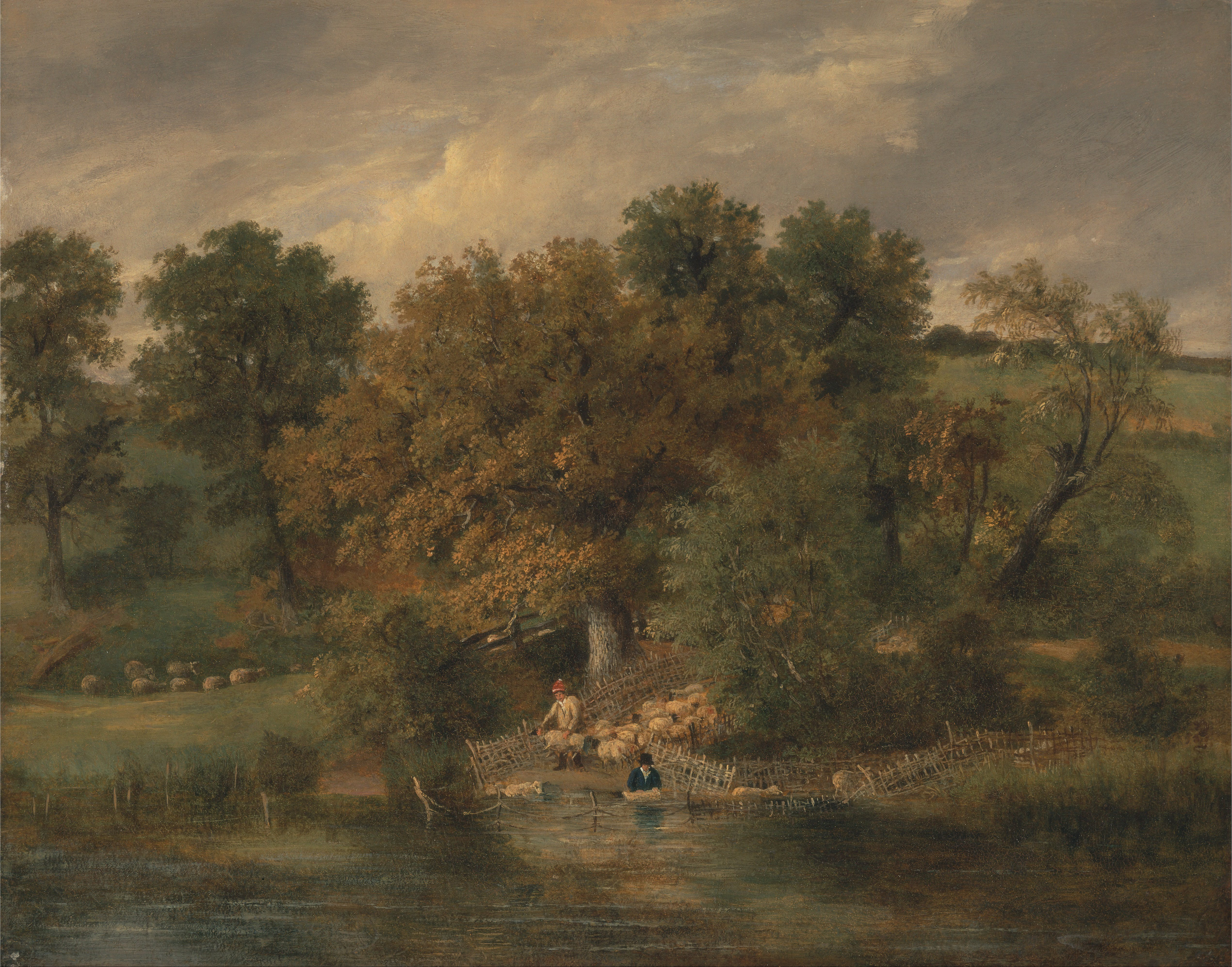
Lavage des moutons dans la rivière en contrebas d'un pâturage, par James Stark(1794 - 1859) ; peint vers 1822, Norwich, Angleterre
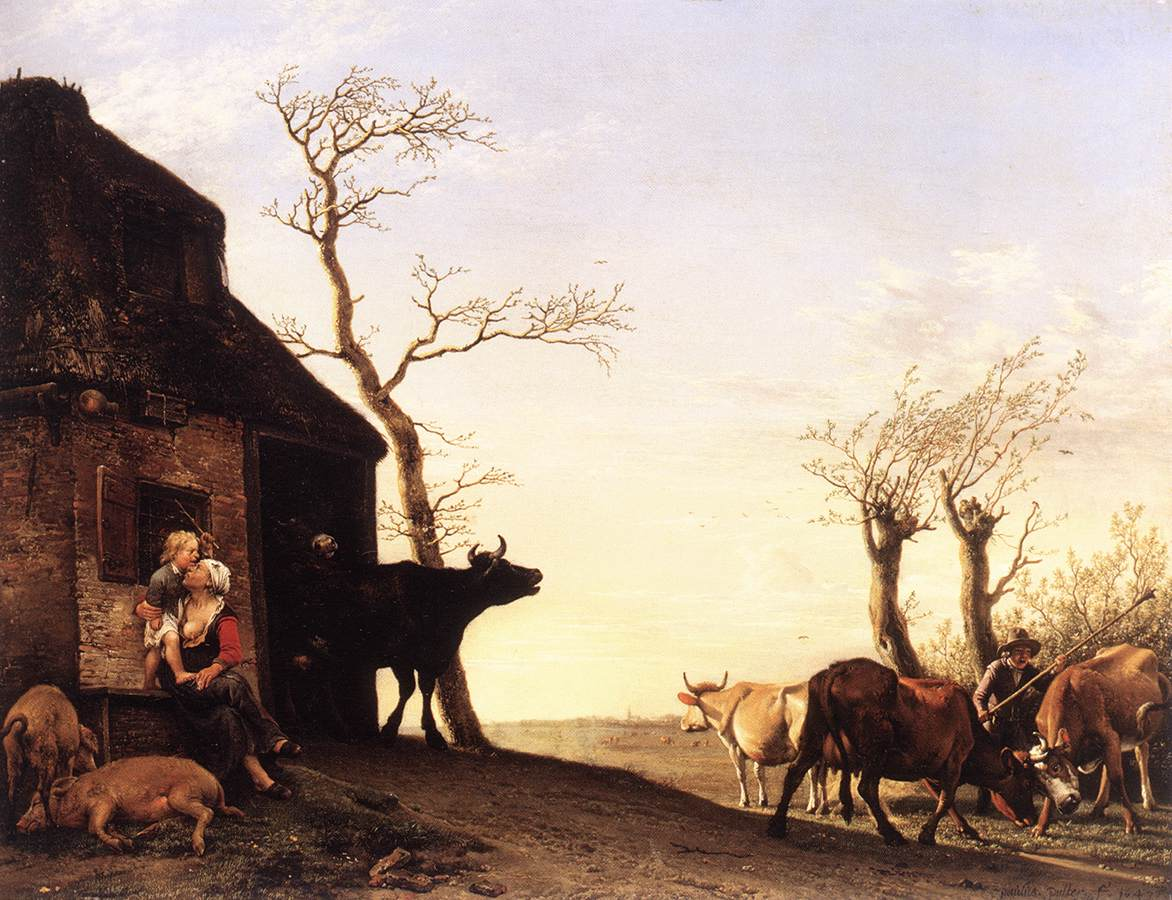
Conduite des vaches aux pâtures, le matin, par Paulus Potter(Pays-Bas, huile sur panneau de chêne, daté 1647)
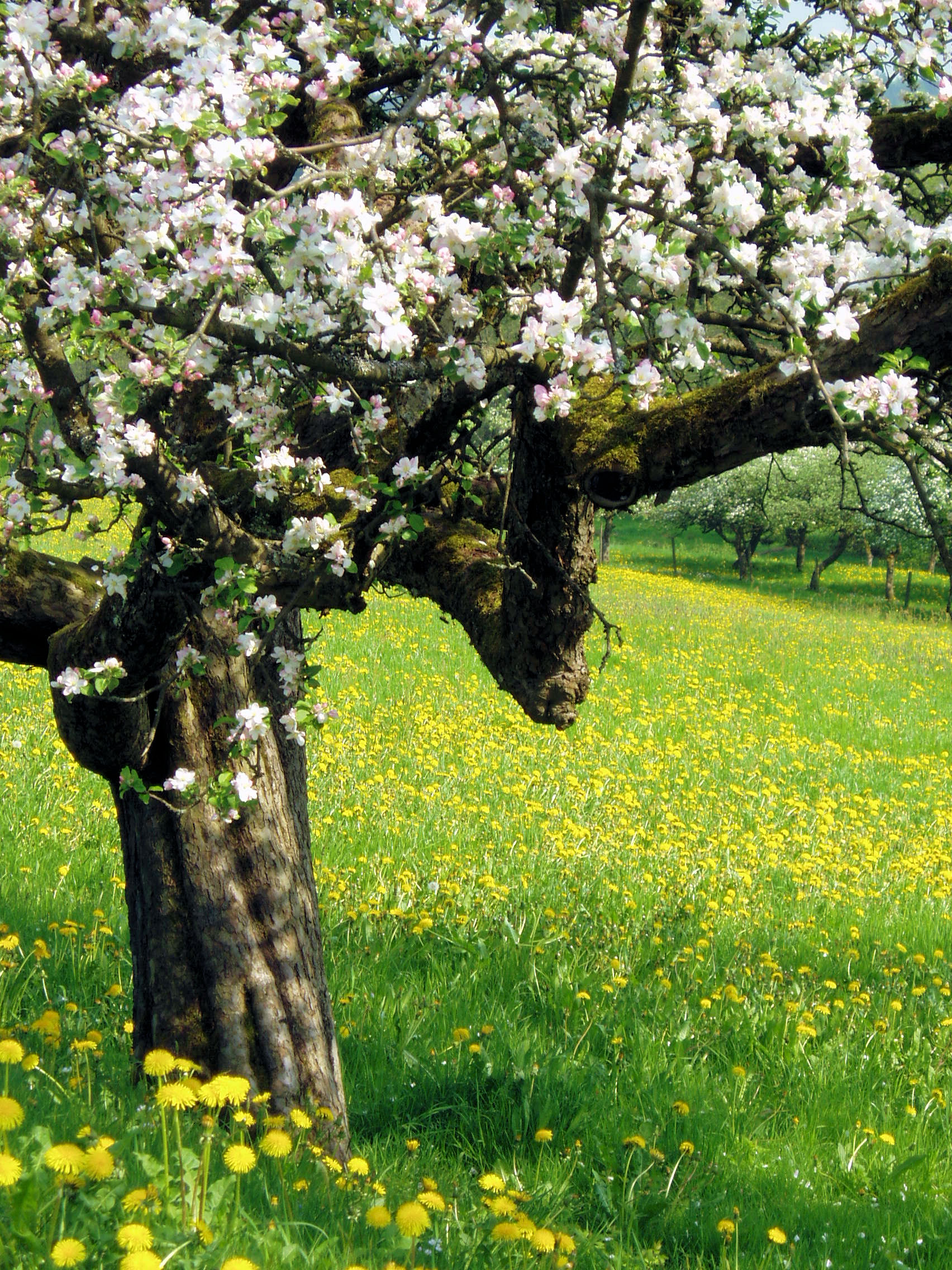
Prairie avec pommier et pissenlits en fleurs, Murrhardt, Allemagne, 2009
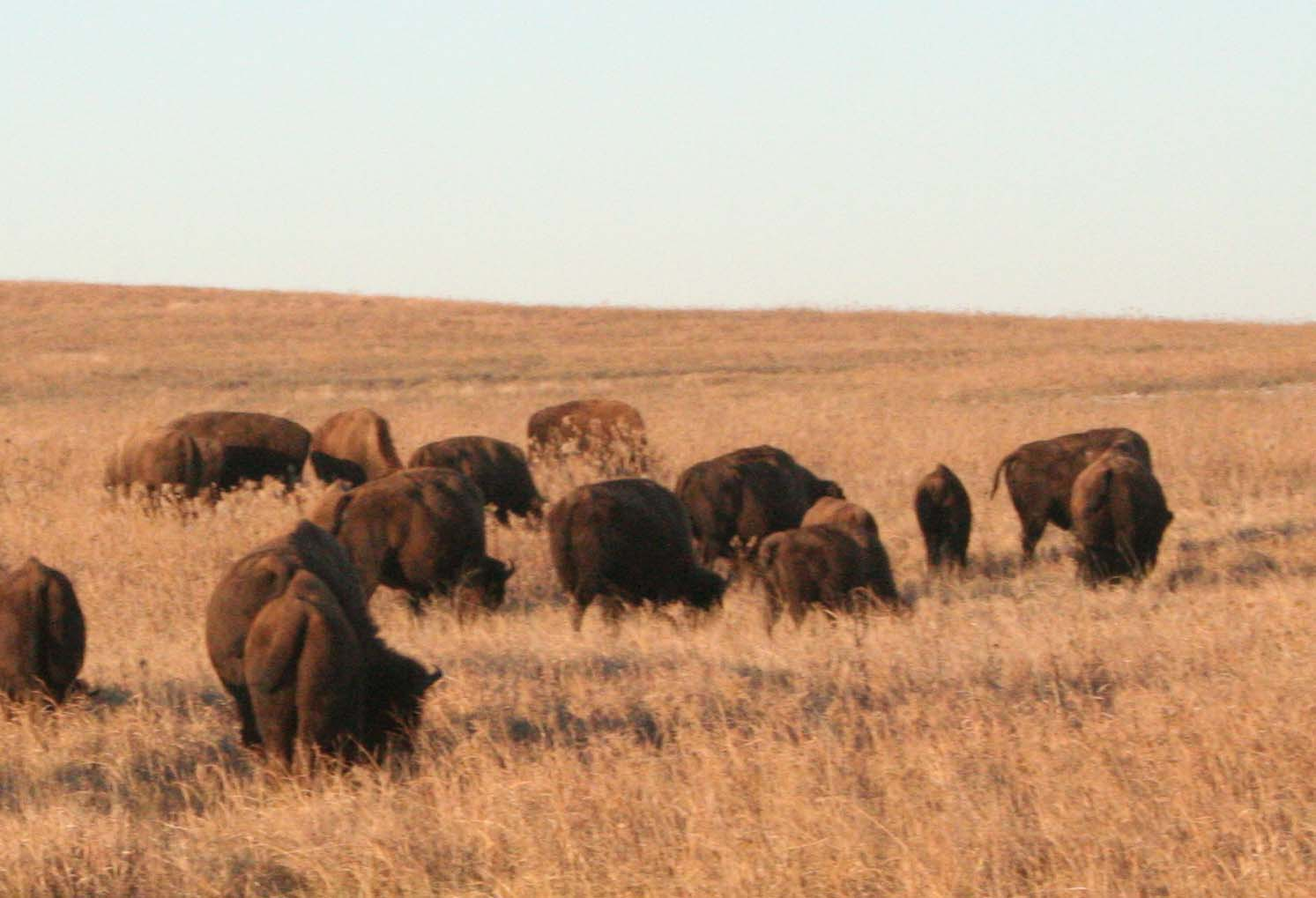
Bisons dans la Tallgrass Prairie Nature Preserve. Osage county, Okhlahoma, États-Unis, 2007
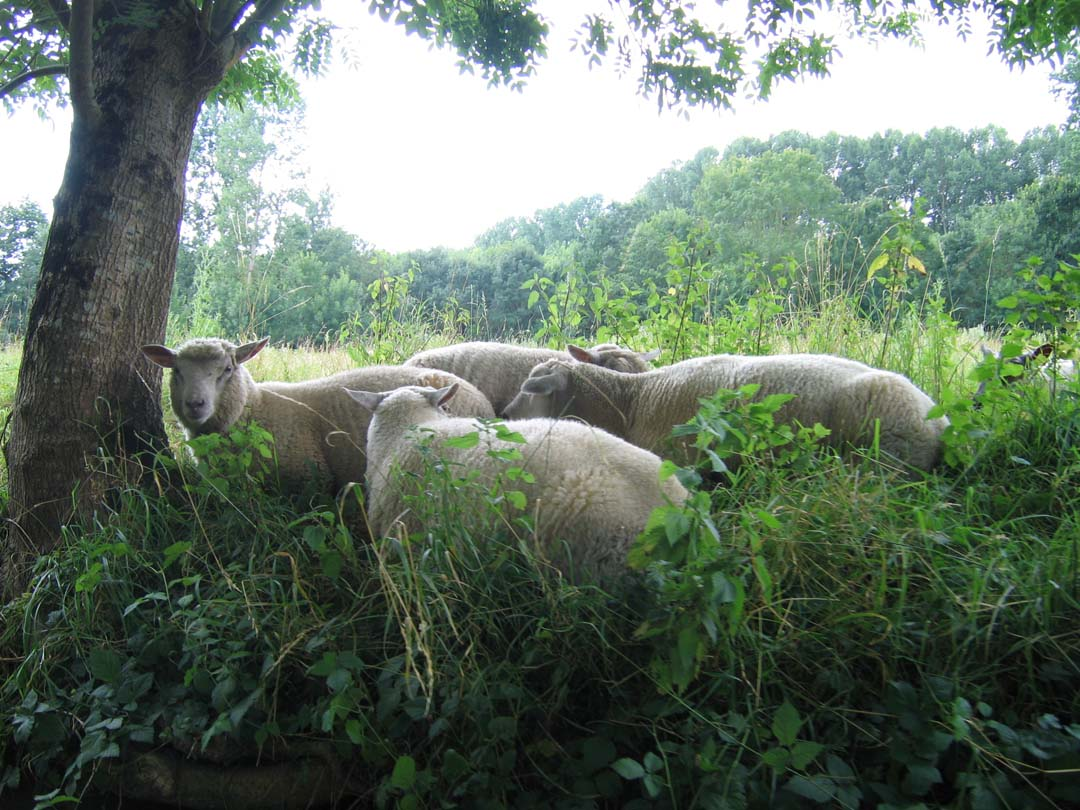
Moutons dans le Marais poitevin, France, 2007